# Saint-Père-en-Retz
Saint-Père-en-Retz település Franciaországban, Loire-Atlantique megyében. Lakosainak száma 4701 fő (2022. január 1.). Saint-Père-en-Retz Corsept, Saint-Brevin-les-Pins, Saint-Michel-Chef-Chef, Pornic, Chauvé, Paimbœuf és Saint-Viaud községekkel határos.

## Népesség
A település népessége az elmúlt években az alábbi módon változott:
| Lakosok száma | 2682 | 2917 | 3250 | 3843 | 4273 | 4488 | 4564 | 4576 | 4594 | 4701 |
|               | 1968 | 1982 | 1990 | 2006 | 2013 | 2015 | 2017 | 2019 | 2020 | 2022 |